# Камырина, Любовь Сергеевна
Любо́вь Серге́евна Камы́рина (род. 29 мая 1979 года, Калуга) — российская журналистка, радиоведущая, телеведущая, в прошлом — главный редактор продюсерских компаний «ИВД КИНО» и «ИВД ДОК». Член Академии Российского телевидения (с 2010 г.).

## Биография
Родилась в 1979 году в Калуге.
Является открытой лесбиянкой.

### Образование
Училась в калужской гимназии № 9, носящей имя Константина Циолковского.
В 2000-м году окончила факультет журналистики МГУ им. М. В. Ломоносова, кафедра телевидения и радиовещания.

### Работа
- 2000—2002 — корреспондент и ведущая службы информации на радио «Максимум».
- 2002 — корреспондент программы «Публичные люди» (ТВС).
- 2003—2007 — специальный корреспондент программы «Истории в деталях» (СТС).
- 2007—2009 — шеф-редактор программы «Истории в деталях» (СТС), шеф-редактор сетевого формата телеканала СТС «Истории в деталях». Программа награждена пятью премиями «ТЭФИ».
- 2009 — автор и режиссёр телекастинга «Найди Чудовище!» (ТВ Центр).
- 2010 — автор документальных фильмов для телеканала «Домашний»: «Первые леди Балтии», «Парни из янтаря», «Софико Чиаурели. Дом на Горе раздумий», «АББА. Сердца четырёх» и других.
- 2010 — автор документальных фильмов для Пятого канала: «Варшавская мелодия 21 века», «Ленком» надежда на «Авось», «Балтия. Люди, говорящие по-русски».
- 2011 — соавтор документального цикла «Бабье лето» (1 сезон) (телеканал «Домашний»). В эфир вышли 22 серии.
- 2011 — шеф-редактор документальных циклов для телеканала «Домашний»: «Женский род» (16 серий), «Мужской род» (8 серий). Соавтор документального цикла «Первые» (12 серий).
- 2011 — автор и ведущая программы «Детали. Новейшая история» (СТС) и автор документальных фильмов: «Спасайся, кто может!», «Клиника звёзд» (СТС).
- 2012 — соавтор документального цикла «Бабье лето» (2 сезон) (телеканал «Домашний»). В эфир вышли 12 выпусков.
- 2012 — автор документального цикла «Женщины чемпионов» (5 серий) (телеканалы: «Украина» и «Домашний»).
- 2012 . — автор документального цикла «Тридцатилетние» (телеканал «Украина»).
- 2012—2013 — автор и шеф-редактор документальных циклов «Герои экрана» и «Тайны звёзд» (телеканал «Украина»).
- 2014 — автор документального цикла «Герои спорта» (Пятый канал).
- 2014 — автор документального фильма «Мария Гулегина. Прима из клана сопрано» о звезде мировой оперы Марии Гулегиной (Первый канал).
- 2015 — автор документального фильма «Елена Образцова. Прощай, королева!» памяти великой русской певицы Елены Образцовой (Первый канал).
- 2015 — соавтор документального фильма «Легенды о Гоге» к 100-летию со дня рождения Георгия Товстоногова (Первый канал).
- 2015 — соавтор документального фильма «Людмила Гурченко. В блеске одиночества» памяти великой народной артистки СССР Людмилы Гурченко (Первый канал).
- 2016 — соавтор документального фильма «Boris Nemzow. Tod an der Kremlmauer» (ZDF/arte).
- 2016 — соавтор документального фильма «Голоса на миллион» о молодых российских оперных звёздах (Первый канал).
- 2016 — автор документального фильма «Людмила Чурсина. Спасибо за то, чего нет» (Первый канал).
- 2018 — соавтор документального фильма «Строгановы. Елена Последняя» о Елене Андреевне Строгановой (баронессе Элен фон Людингаузен), последней из великой династии Строгановых (Первый канал).
- 2016—2017 — соавтор документальных проектов «Однажды…» и «Малая земля» (НТВ).
- С сентября 2017 — корреспондент частного немецкого информационного канала «OstWest»[4].
- 2019 — соавтор, режиссёр и оператор восьмисерийного документального цикла «#ЯПсих» о жителях Берлина с психическими заболеваниями[5].
- С 2020 года по настоящее время — режиссёр и совладелец YouTube-канала МЫР (My Russian Rights).
- 2021 — сорежиссёр (вместе с Ириной Воронковой) документального фильма «Носки с акулами» об инвалидности[6].

### Награды
- 2007 — финалист Национальной телевизионной премии «ТЭФИ» в номинации «Репортёр» за репортаж «Маленький канадский аэропорт и большая мировая трагедия» программы «Истории в деталях» (СТС).
- 2008 — финалист Национальной телевизионной премии «ТЭФИ» в номинации «Репортёр» за репортаж «Граница. Театральный роман» программы «Истории в деталях» (СТС)
- 2010 — финалист Национальной телевизионной премии «ТЭФИ» в номинации «Репортёр» за репортаж «Русский Кембридж» программы «Дневник наблюдений» (5 канал).
- 2020 — первое место на фестивале ДокуMental за сериал #ЯПсих.